# Castèlnòu (Òlt i Garona)
Castèlnòu de Gratacomba (en francès Castelnaud-de-Gratecambe) és un municipi francès situat al departament d'Òlt i Garona i a la regió de la Nova Aquitània.

## Demografia
| 1962                                       | 1968 | 1975 | 1982 | 1990 | 1999 | 2007 |
| ------------------------------------------ | ---- | ---- | ---- | ---- | ---- | ---- |
| 442                                        | 463  | 428  | 465  | 513  | 517  | 546  |
| Des de 1962: població sense dobles comptes |      |      |      |      |      |      |

## Administració
| Període | Identitat    | Partit |
| ------- | ------------ | ------ |
| 1995-   | Michel Mazet |        |